# الانحياز الإعلامي في الولايات المتحدة الأمريكية
يحدث الانحياز الإعلامي في الولايات المتحدة عندما تنحرف وسائل الإعلام الأمريكية بشكل ممنهج في تقاريرها بطريقة متعارضة مع معايير الصحافة المهنية. تشتمل ادعاءات الانحياز الإعلامي في الولايات المتحدة على ادعاءات الانحياز الليبرالي والانحياز المحافظ. لقد ازدادت هذه الادعاءات منذ أن أصبحت الأحزاب السياسية أكثر شعبية واستقطاباً. هناك أيضاً مزاعم حول انحياز الشركات، والانحياز في إعداد التقارير الإخبارية من قبل وسائل الإعلام بما يخدم مصالح مالكي الشركات؛ والتحيز السائد، هو ميل وسائل الإعلام إلى التركيز على بعض القصص «الساخنة» وتجاهل الأخبار ذات المضمون الأكبر.
تحاول مجموعة متنوعة من مجموعات المراقبة مكافحة هذه الأشكال من الانحيازيات من خلال التحقق من كل التقارير المنحازة وانحياز المزاعم غير الحقيقية. كما يوجد مجموعة متنوعة من التخصصات العلمية التي تدرس التحيز الإعلامي ؛ ومعظم وسائل الإعلام تتظاهر بأنها غير منحازة، على الرغم من أنها تقدم للقراء أو المستمعين الأخبار التي يرغبون بها، مما يؤدي إلى ما يسمى بسياسات ما وراء الحقيقة.

## التاريخ
كانت الصحف تعكس رأي الناشر قبل ظهور مهنة الصحافة الاحترافية في أوائل القرن العشرين ومفهوم أخلاقيات وسائل الإعلام. قد يتم تقديم منطقة/مجال ما في الصحف المتنافسة التي تتبنى وجهات نظر متباينة ومتطرفة في كثير من الأحيان وفقاً لمعاييرنا الحديثة. في مستعمرة فيلادلفيا، كان بنجامين فرانكلين مدافعاً مبكراً وشديداً عن تقديم جميع جوانب القضية، فكتب على سبيل المثال «عندما تتنازع الحقيقة والخطأ في حرب عادلة فالأولى دائماً ستتفوق على الأخيرة».
في عام 1798، أصدر الحزب الفيدرالي الذي كان يسيطر على الكونغرس قانون الأجانب والفتنة المصمم لإضعاف الصحافة المعارضة، حيث قام هذا القانون بحظر نشر «الكتابات الخاطئة والفاضحة والخبيثة» ضد الحكومة، وجعلها جريمة «التعبير عن أي معارضة علنية لأي قانون أو إجراء رئاسي». كان هذا الجزء من القانون ساري المفعول حتى عام 1801.
كان الرئيس توماس جيفرسون 1801-1809 هدفاً للعديد من الهجمات الصحفية السامة، ونصح المحررين بتقسيم صحفهم إلى أربع أقسام تحت مسميات «الحقيقة» و«الاحتمالية» و«الإمكانية» و«الأكاذيب»؛ ولاحظ أن القسم الأول هو أصغر أقسام الجرائد والقسم الأخير سيكون القسم الأكبر. بعد تقاعده، تذمر قائلاً «الإعلانات في بعض الصحف هي الحقائق الوحيدة التي يمكن تصديقها».
في عام 1861، حدد المسؤولون الفيدراليون الصحف التي تدعم القضية الكونفدرالية وأمروا بإغلاق العديد منها.
في القرن التاسع عشر، كانت الصحف عبارة عن أجهزة حرب. وذكر أحد المراقبين أن «جميع الصحف اليومية تقريباً عبارة عن صحف سياسية. إنها حزبية بشكل مرّ». تحتوي المدن عادةً على صحف متعددة متنافسة تدعم مختلف الفصائل السياسية في كل حزب. تم تخفيف ذلك إلى حد ما من خلال الفصل بين الأخبار والتحرير. كان من المتوقع أن تكون التقارير الإخبارية محايدة نسبياً أو على الأقل واقعية، في حين أن أقسام التحرير نقلت رأي الناشر علناً. غالباً ما كانت الافتتاحيات مصحوبة برسوم كاريكاتورية افتتاحية، مما أساء إلى معارضي الناشر.
تخدم الصحف العرقية الصغيرة الأشخاص من مختلف الأعراق، كالألمان والهولنديين والاسكندنافيين والبولنديين والإيطاليين؛ كما كان لدى المدن الكبيرة العديد من الصحف والمجلات والناشرين بلغات أجنبية مختلفة. كانت هذه الصحف عادة من الداعمين الذين دعموا مواقف مجموعاتهم بشأن القضايا العامة. ثم اختفت عندما فهم قراء هذه الصحف غاياتها. في القرن العشرين، ظهرت صحف بلغات آسيوية مختلفة، وكذلك باللغتين الإسبانية والعربية، وما زالت تنشر، وتتم قراءتها من قبل المهاجرين الجدد.
منذ تسعينيات القرن التاسع عشر، انخرطت بعض الصحف الكبرى رفيعة المستوى بما يعرف بالصحافة الصفراء من أجل زيادة مبيعاتها، وركزت على الرياضة والفضائح والجنس والإثارة. كان كل من ويليام راندولف هيرست وجوزيف بوليتزر قادة هذا النمط من الصحافة في مدينة نيويورك.
كان الادعاء بأن اليهود سيطروا على هوليوود ووسائل الإعلام من أفضل جوائز معاداة السامية في ثلاثينيات القرن العشرين. في عام 1941، ادّعى تشارلز ليندبيرغ أن اليهود الأمريكيين، الذين يتمتعون بنفوذ كبير في هوليوود، ووسائل الإعلام، وإدارة روزفلت، كانوا يدفعون الأمة إلى الحرب ضد مصالحها. تلقى ليندبيرغ عاصفة من النقد بعض هذا التصريح، وأظهر استطلاع غالوب أن التأييد لآرائه السياسية انخفض إلى 15%. كما أبلغ هانز تومسن –كبير الدبلوماسيين في السفارة الألمانية في واشنطن- حكومته في برلين أن جهوده الرامية إلى وضع مقالات مؤيدة للانعزال في الصحف الأمريكية قد فشلت. أنشأ طومسون دار نشر لإنتاج كتب معادية لبريطانيا، لكن لم تباع أي نسخة تقريباً. وفي السنوات التي سبقت الحرب العالمية الثانية، اتهم الرابط الألماني الأمريكي الموالي للنازية وسائل الإعلام بأنها تحت سيطرة اليهود. لقد زعموا أن التقارير عن إساءة معاملة اليهود كانت منحازة وبدون أساس. وقالوا، إن هوليوود كانت مرتعاً للتحيز اليهودي، ودعوا إلى حظر فيلم تشارلي شابلن «الديكتاتور العظيم» لأنه إهانة لزعيم محترم.
واستمر هذا الانحياز حتى في الماضي القريب؛ ففي عام 2010، وصف الرئيس الأمريكي أوباما قناة فوكس بأنها «مدمرة». وفي عام 2014، وجد مركز بيو للأبحاث أن جمهور الأخبار مستقطب من قبل التحالفات السياسية. وفي عام 2018، وصف الرئيس دونالد ترامب ما أسماه: «الأخبار المزيفة» بأنها «عدو الشعب الأمريكي».

## تصويت سكاني
وجدت دراسة الانتخابات الوطنية الأمريكية عام 1956 أن 66 ٪ من الأمريكيين يعتقدون أن الصحف عادلة، بما في ذلك 78 ٪ من الجمهوريين و64 ٪ من الديمقراطيين. كما طرح استطلاع أجرته مؤسسة روبر في عام 1964 سؤالاً مشابهاً حول أخبار الشبكة، واعتقد 71٪ من السكان أن أخبار الشبكة كانت عادلة. بالإضافة إلى ذلك، وجد استطلاع للرأي في عام 1972 أن 72 ٪ من الأمريكيين يثقون بمذيع شبكة سي بي إس الاخبارية المسائية والتر كرونكايت. ووفقاً لكتاب جوناثان م. لاد «لماذا يكره الأمريكيون وسائل الإعلام وكيف يؤثر ذلك» فإنه «سابقاً كان الصحفيون المؤسسيون حماة أقوياء للجمهورية ومحافظين على معايير عالية للخطب السياسية».
في الحقيقة لقد تغير ذلك، حيث أظهرت استطلاعات الرأي التي أجرتها مؤسسة غالوب منذ عام 1997 أن معظم الأميركيين لا يثقون بوسائل الإعلام "فيما يخص إيصال الأخبار بشكل كامل وبدقة ونزاهة". وفقاً لغالوب، فإن ثقة الجمهور الأمريكي في وسائل الإعلام قد تراجعت عموماً في العقد الأول ونصف العقد الثاني من القرن الحادي والعشرين. مرة أخرى حسب لاد، "في عام 2008، ارتفع عدد الأمريكيين الذين أعربوا عن "انعدام ثقة شبه كامل " بالصحافة إلى 45٪. وقد وجد استطلاع للرأي في عام 2004 أن 10٪ فقط من الأمريكيين لديهم" قدر كبير "من الثقة في "وسائل الإعلام الوطنية" ، في عام 2011، كان 44 ٪ فقط ممن شملهم الاستطلاع لديهم" قدر كبير "أو" قدر لا بأس به "من الثقة بوسائل الإعلام. في عام 2013، أبلغ 59٪ من الأمريكيين عن وجود تحيز إعلامي، حيث قال 46٪ منهم أن وسائل الإعلام الجماهيرية أكثر ليبرالية و13٪ قالوا إنها كانت محافظة للغاية. كان تصور التحيز أعلى بين المحافظين. ووفقاً للاستطلاع، يعتقد 78٪ من المحافظين أن وسائل الإعلام متحيزة، مقارنة بـ 44٪ من الليبراليين و50٪ من المعتدلين. نحو 36 ٪ فقط، يرون أن وسائل الإعلام الجماهيرية "صادقة تقريباً".
في عام 2016، تغيرت الثقة بوسائل الإعلام من قبل كل من الديمقراطيين والجمهوريين مرة أخرى. فوفقاً لنشرة غالوب، قفزت "ثقة الديمقراطيين بوسائل الإعلام فيما يتعلق بإيصال الأخبار بشكل كامل وبدقة ونزاهة "من 51 ٪ في عام 2016 إلى 72 ٪ في نفس العام، مما زاد من ثقة الأمريكيين الإجمالية إلى 41 ٪ فارتفعت ثقة المستقلين بشكل متواضع إلى 37 ٪، في حين أن ثقة الجمهوريين لم تتغير وبقيت 14 ٪ ".

## قيم الأخبار
وفقاً لكتاب جوناثان م. لاد «لماذا يكره الأمريكيون وسائل الإعلام وكيف يؤثر هذا» فإن «وجود مؤسسة إعلامية مستقلة وقوية ومحترمة على نطاق واسع أمر شاذ تاريخياً. فقبل القرن العشرين، لم تكن هذه المؤسسة موجودة في أمريكا مطلقاً.» ومع ذلك، فهو يعتبر الفترة ما بين 1950 و1979 كفترة «كان فيها الصحفيون المؤسسيون حماة أقوياء للجمهورية ومحافظين على معايير عالية للخطب السياسية».
حاول عدد من الكتاب تفسير التراجع في المعايير الصحفية؛ وكان أحد التفسيرات هو دورة الأخبار التي تستمر على مدار 24 ساعة، مما يضطر القائمون عليها إلى توليد الأخبار حتى في حالة عدم وقوع أحداث تستحق أن تعتبر أخباراً. العامل الثاني، هو أن الأخبار السيئة تزيد من عدد مبيعات الصحف أكثر من الأخبار الجيدة. أما العامل الثالث، فهو "سوق" الأخبار الذي يعزز تحيزات الجمهور المستهدف. في ورقة بحثية لعام 2010، وجد السيد جنتزكو وجيسي إم شابيرو –وهو متعاون متكرر وزميل أستاذ في شيكاغو بوث- أن الميول الأيديولوجية في تغطية الصحف للأخبار نتجت عادة عما أراد الجمهور قراءته في وسائل الإعلام التي طلبوها، بدلاً من تحيزات أصحاب الصحف. "

## التأطير وفقاعات الترشيح
يعتبر التأطير جانب هام من جوانب تحيز وسائل الإعلام. التأطير هو ترتيب قصة إخبارية بهدف التأثير على الجمهور لصالح جانب معين أو آخر. إن الطرق التي تتم صياغة القصص الإخبارية بها، يمكن أن تقوض معايير التقرير كالعدالة أو التوازن إلى حد كبير. تشتهر العديد من وسائل الإعلام بانحيازها الصريح. بعض المنابر مثل (MSNBC)  و (CNN) تتميز بآرائها الليبرالية؛ في حين أن البعض الآخر، مثل (Breibart) و (Fox News Channel)  معروفتان بوجهات النظر المحافظة.
فقاعات الترشيح هي الحد من التأطير وهي ما تستعمله بعض الشركات مثل (Facebook) و (Google) لترشيح المحتوى الذي قد لا يوافق عليه المستخدم أو يزعجه.

## التحيز في وسائل الإعلام الترفيهية
صدر كتاب «الحملات الدعائية في وقت الذروة: قصة هوليوود الحقيقية حول كيفية استيلاء اليسار على تلفازك» في عام 2011 عن بن شابيرو؛ وأتى في هذا الكتاب أن المنتجين والمدراء التنفيذيين والكتاب في صناعة الترفيه يستخدمون التلفاز للترويج لجدول أعمال سياسي ليبرالي. تشمل هذه الادعاءات كلاً من الأجندة الليبرالية العلنية والخفية في البرامج الترفيهية، والتمييز ضد المحافظين في هذه الصناعة، والمعلنين المضللين فيما يتعلق بقيمة قطاعات السوق ذات الميول الليبرالية. وكجزء من الأدلة، يوجد في الكتاب مقتطفات من المقابلات المسجلة التي أجراها مشاهير وصناع برامج التلفاز في هوليوود، والذين قام الكاتب بمقابلتهم من أجل هذا الكتاب.